# HBO España
HBO España va ser un servei de streaming de vídeo a la carta sota subscripció fixa ofert per HBO Nordic de HBO Europe, que oferia un catàleg de produccions pròpies del canal de televisió per cable estatunidenc HBO, filial de WarnerMedia, propietat d'AT&T. Comptava, també, amb pel·lícules, sèries i documentals de la resta de propietats de WarnerMedia, així com d'altres estudis internacionals. El servei va ser reemplaçat per HBO Max el 26 d'octubre de 2021.

## Història
Al maig de 2016, Vodafone va confirmar l'acord amb HBO Espanya que permetria als clients de l'operador accedir al servei streaming. El 16 de novembre de 2016, es va posar en marxa la web oficial de HBO Espanya mostrant tot el seu catàleg, igual que la posada en marxa de la seva Twitter. Aquesta acció atorgava als no clients de l'operadora la disposició de la plataforma en dispositius mòbils, tauletes i ordenadors. Des d'aquesta data, es donava l'opció de registrar-se en la pàgina web del servei. Tots aquells usuaris subscrits van tenir l'oportunitat de poder visualitzar el primer capítol de les sèries The Night Of (2016) i Vinyl (2016), totes dues produïdes per HBO. El 28 de novembre es va posar en marxa la disponibilitat del servei amb un catàleg de pel·lícules, sèries i documentals propis de HBO, i altres produccions alienes al canal de televisió.
Al desembre de 2020, el responsable global de HBO Max, Andy Forssell, va revelar que tots els serveis de HBO a Europa, incloent HBO España, seran substituïts per HBO Max en la segona meitat de 2021. El 8 de setembre de 2021, WarnerMedia va anunciar que HBO España i HBO Nordic serien reemplaçats per HBO Max el 26 d'octubre de 2021.

## Funcionament
El servei funciona sota subscripció prèvia des de la pàgina web de HBO España, una vegada l'usuari s'ha subscrit, gaudeix d'un mes gratis de tot el catàleg del servei. Si l'usuari no queda satisfet amb el servei pot anul·lar la seva subscripció un dia abans que acabi el mes gratis sense cap cobrament. Finalitzat el mes gratuït, es passa al cobrament mensual per una quota fixa. Els clients que tenen contractats els serveis de Vodafone TV, posseeixen entre tres mesos i dos anys de subscripció gratuïta a HBO España, depenent del paquet contractat en l'operador. HBO España compta amb més de 100 sèries i 500 pel·lícules sota disposició.
Per cada usuari registrat, es permet la connexió de fins a cinc dispositius diferents, independentment de la plataforma utilitzada. No és possible afegir més, sinó que s'ha d'eliminar un dels cinc dispositius per a canviar de dispositiu. Per a gaudir del contingut cal descarregar l'aplicació oficial de HBO España als dispositius a través de diferents plataformes de distribució digital d'aplicacions mòbils.
La màxima qualitat de reproducció que permet la plataforma és de 1080p, una resolució HD. En 2020 es va afegir la possibilitat de descarregar els continguts per a poder visualitzar-los quan no es disposi d'una connexió a Internet, no obstant això encara no disposa de perfils d'usuari, al contrari que les seves competidores: Amazon Prime Video, Disney+ i Netflix. Malgrat ser un servei propi de Home Box Office, Inc., hi ha alguns títols que no s'ofereixen a causa de drets d'autor. Els capítols anteriors d'algunes sèries es tornen a publicar quan s'emet una nova temporada d'aquesta sèrie.
Les estrenes de les sèries de HBO són simultanis amb la plataforma, és a dir, es pot veure el capítol en VOSE (Versió Original Subtitulada a l'Espanyol) d'una sèrie alhora que s'estrena als Estats Units. 14 dies després es pot gaudir del capítol doblat al castellà. Les estrenes de proveïdors com FOX, SONY i Warner, estan disponibles en la plataforma 24 hores després de la seva estrena. Les sèries originals es pugen setmana a setmana, al ritme d'emissió que en HBO i estan disponibles en el mateix moment que s'emet per televisió. Tots els productes oferts per HBO España estan disponibles en castellà i en el seu idioma original. No ofereix la possibilitat de crear diferents perfils dins d'una compte d'usuari.

## Formes de HBO España
- HBO: tant per a nens, joves i adults. Es pot gaudir d'un ampli ventall de gèneres que van des de la ciència-ficció fins al drama. Ofereix sèries, pel·lícules i documentals originals de HBO i d'uns altres proveïdors.
- HBO Family: és una secció dedicada a públic infantil i juvenil en la qual s'ofereix contingut que pot gaudir tota la família.

## Programació

### Producció aliena a HBO
- Allí abajo (2015)
- Bajo sospecha (2015)
- Banshee (2013)
- Berlin Station (2016)
- Better Things (2016)
- Blindspot (2015)
- Britannia (2018)
- Casual (2015)
- Channel Zero (2016)
- Charmed (2018)
- Claws (2017)
- Clique (2017)
- Code Lyoko (2003)
- Crónicas Vampíricas (2009)
- Legends of Tomorrow (2016)
- Dimensión 404 (2017)
- El príncipe (2014)
- Entourage (2016)
- Famous in Love (2017)
- Fargo (2014)
- Feud: Bette and Joan (2017)
- Frequency (2015)
- Friends (1994)
- Funny or Die Presents (2009)
- Guerrilla (2017)
- Heathers: Escuela de jóvenes asesinos  (2018)
- Heartless (2014)
- Isabel (2012)
- Ja'mie: Private School Girl (2013)
- Jonah from Tonga (2014)
- Legacies (2018)
- Liar (2017)
- Little Britain USA (2008)
- Lo que escondían sus ojos (2016)
- Los nuestros (2015)
- Lucifer (2016)
- Mad Men (2007)
- Magic City (2012)
- Mike Judge Presents: Tales from the Tour Bus (2017)
- Perdóname, Señor (2017)
- Preacher (2016)
- Pulsaciones (2016)
- Quantico (2015)
- Quarry (2016)
- Raíces (2016)
- Rellik (2017)
- Siren (2018)
- Six (2017)
- Snowfall (2017)
- Strike Back: Project Dawn (2011)
- Supergirl (2015)
- Supermax (2017)
- Sé quién eres (2017)
- Taboo (2017)
- The Arrangement (2017)
- The Big Bang Theory (2007)
- The Exorcist (2016)
- The Flash (2014)
- The Handmaid’s Tale (El cuento de la criada) (2017)
- The Knick (2014)
- The Luminaries (2014)
- The Originals (2013)
- The Strain (2014)
- Togetherness (2015)
- Velvet (2014)
- Vikingos (2013)
- Vis a vis (2015)
- When We Rise (2017)

### Adult Swim
- Samurai Jack (2001)
- Robot Chicken (2005)
- Metalocalipsis (2006)
- Your Pretty Face Is Going to Hell (2011)
- Eagleheart (2011)
- NTSF:SD:SUV:: (2011)
- The Eric Andre Show (2012)
- Rick y Morty (2013)
- Mr. Pickles (2014)
- Dream Corp LLC (2016)
- The Jellies! (2017)
- The Shivering Truth (2018)
- Tigtone (2019)
- Primal (2019)
- Momma Named Me Sheriff (2019)
- Three Busy Debras (2020)
- Fairy Tales (2020)
- YOLO: Crystal Fantasy (2020)
- Birdgirl (2021)

### Cartoon Network
- Hora de aventuras (2010)
- El asombroso mundo de Gumball (2011)
- Tito Yayo (2013)
- Steven Universe (2013)
- Clarence (2014)
- Más allá del jardín (2014)
- Somos osos (2015)
- Las supernenas (2016)
- Poderosas Magiespadas (2016)
- Ben 10 (2016)
- OK K.O.! Let's Be Heroes (2017)
- Unikitty (2017)
- Manzana y Cebolleta (2018)
- El mundo de Craig (2018)
- Campamento mágico (2018)
- Víctor y Valentino (2019)
- Mao Mao (2019)
- ThunderCats Roar (2020)
- Hora de aventuras: Tierras lejanas (2020)

HBO España va apostar per títols de DC Comics, igual que el seu competidor Netflix, que va fer el mateix amb títols de Marvel Comics. Es va fer amb els drets d'emissió de les sèries The Flash (2014), Supergirl (2015) i Legends of Tomorrow (2016), encara que no posseeix en el seu catàleg de tots els capítols. També va signar amb Disney un acord per les emissions dels seus clàssics en la secció "HBO Family".
Amb Mediaset España va arribar a un acord per l'emissió de Supermax (2017), una sèrie sobre la supervivència en una presó, que tenia previst la seva emissió a Cuatro. Finalment, es va estrenar en primícia a HBO España el 15 de setembre de 2017.

### Producció original de HBO
- A dos metros bajo tierra (2001)
- Angry Boys (2011)
- Animals (2016)
- Aranyélet (2015)
- Ballers (2015)
- Band of Brothers (2001)
- Big Little Lies (2017)
- Big Love (2006)
- Boardwalk Empire (2010)
- Bored to Death (2009)
- Buscarse la vida en América (2010)
- Carnivàle (2003)
- Crashing (2017)
- De culo y cuesta abajo (Eastbound & Down) (2009)
- Deadwood (2004)
- Dime que me quieres (2007)
- Divorce (2016)
- El jardín de bronce (2017)
- El negocio (2013)
- Empire Falls (2005)
- En terapia (2008)
- Epitafios (2004)
- Euphoria (2019)
- Five Days (2007)
- Generation Kill (2008)
- Getting On (2013)
- Girls (2012)
- Halfworlds (2015)
- Hello Ladies (2013)
- High Maintenance (2016)
- House of Saddam (2008)
- Hung (Superdotado) (2009)
- Iluminada (2011)
- Insecure (2016)
- John Adams (2008)
- John from Cincinnati (2007)
- Juego de Tronos (2011)
- Larry David (Curb Your Enthusiasm) (2000)
- Last Week Tonight with John Oliver (2014)
- Los Conchords (Flight of the Conchords) (2007)
- Los Soprano (1999)
- Lucky Louie (2006)
- Mamon (Codicia) (2015)
- Mildred Pierce (2011)
- Olive Kitteridge (2014)
- Prófugos (2011)
- Room 104 (2017)
- Sexo en Nueva York (1998)
- Show Me a Hero (2015)
- Silicon Valley (2014)
- Spicy City (1997)
- Sons of Anarchy (2008)
- Sr. Ávila (2013)
- The Brink (2015)
- The Comeback (2005)
- The Deuce (Las Crónicas de Times Square) (2017)
- The Jinx (2015)
- The Leftovers (2014)
- The Newsroom (2012)
- The Night Of (2016)
- The Pacific (2010)
- The Wire (Bajo escucha) (2002)
- The Young Pope (2016)
- True Blood (Sangre Fresca) (2008)
- True Detective (2014)
- Umbre (2014)
- Valea Mută (2016)
- Veep (2012)
- Vice Principals (2016)
- Vinyl (2016)
- Wasteland (Pustina) (2016)
- Wataha (2014)
- Westworld (2016)

### Producció original de HBO España
A la fi de setembre de 2017, HBO España va anunciar la creació de la seva primera sèrie, basada en la novel·la Patria (2016), escrita per Fernando Aramburu. La història mostra diferents visions del conflicte basc. La producció de la sèrie recau en Alea Mitjana, una productora creada per Mediaset España i Aitor Gabilondo, i en la pròpia HBO España.

## Compatibilitat de dispositius
Els següents dispositius són compatibles amb HBO España i el seu maquinari de visionat streaming:
- Apple TV.
- Google Chromecast: en dispositius Android, iOS i Web.
- Dispositius Apple (iPhone i iPad): versió iOS 9.3.5 i posteriors.
- Mòbils i tauletes Android: versió de programari 5.0 (Lollipop) i posteriors.
- Smart TV: Samsung models de 2012 i posteriors i LG models 2016 i posteriors.
- Web: es pot accedir a HBO Espanya a través de la seva pàgina web es.hboespana.com. Els navegadors compatibles són Chrome, Safari, Firefox e Internet Explorer.
- Videoconsola: disponible en PS3 i PS4.
- Vodafone TV: aplicació preinstal·lada i accessible a través del menú d'aplicacions.

## Controvèrsies
Al juliol de 2017, HBO España va publicar en el seu servei un capítol de la setena temporada de Game of Thrones (2011) per error, dies abans de la data programada per la seva estrena. El capítol va estar al servei dels subscriptors durant unes hores, temps en el qual no van trigar a publicar-ho en les xarxes socials. HBO España va declarar que l'error va tenir origen en un proveïdor extern i tan aviat es van adonar del succeït, el van retirar.